# Axiodes synclinia
Axiodes synclinia là một loài bướm đêm trong họ Geometridae.